# Hink (kortspel)
Hink är ett vanligt namn på en variant av batalj (kortspel). Spelet går ut på att två spelare enligt specifika regler skall försöka eliminera alla sina egna kort genom att blint dra det översta kortet i sin halva av kortleken och placera det överst i en hög på bordet om valören är högre än eller lika hög som det översta kortet som redan ligger där. Spelet är helt automatiskt och saknar därmed stregiska element. Medellängden på ett parti är ungefär 153 totala drag. 

## Regler
Hink använder en vanlig kortlek med 52 kort (inga jokrar).
1. Blanda kortleken och dela upp i två lika stora delar.
2. Spelarna tar varsin del och håller den med rätsidan vänd ner.
3. Spelare 1 vänder upp sitt översta kort och placerar det på bordet.
4. Spelare 2 vänder upp sitt översta kort och placerar det på bordet. Om valören är högre än eller lika hög som det kort som ligger på bordet får det ligga kvar överst i högen och det är spelare 1 igen. Är valören mindre tar spelaren upp högen på bordet och placerar underst i sin egen hög.
5. Spelet fortsätter med att spelarna turas om att lägga kort och tar upp högen på bordet om så krävs, till en spelare inte har några kort kvar, och då har den spelaren vunnit.